# Bessus

Bessus (chết vào mùa hè 329 TCN) là một quan tổng đốc vùng Bactria, về sau lên ngôi vua Ba Tư. Theo các nguồn cổ, ông là người giết người tiền nhiệm ông, Darius III Codomannus, sau khi quân đội Ba Tư bị vua của Macedonia là Alexandros Đại đế đánh bại.
Năm 330 TCN, ông lên ngôi vua Ba Tư (Artaxerxes V) chiến đấu chống lại Alexandros Đại Đế bằng chiến tranh du kích, bởi các thủ đô của Ba Tư đã bị Đại Đế chiếm và định đô. Nhưng sau khi cầm cự được một thời gian rất ngắn ông đã bị Đại Đế đánh bại hoàn toàn.